# Evan Ndicka
Pour les articles homonymes, voir Ndicka.
Evan Ndicka, né le 20 août 1999 à Paris 20e (France), est un footballeur international ivoirien qui joue au poste de défenseur central à l'AS Rome, en Serie A.

## Biographie

### Enfance et formation
D'origine camerounaise par son père et ivoirienne par sa mère, Evan Ndicka est né en France. Il a commencé à jouer au football avec le club des jeunes du F.C.A. Paris 19ème en 2006. Il n'avait que six ans à l'époque.
Il arrive à Auxerre à 13 ans pour rejoindre le centre de formation de l'AJ Auxerre. À la suite de ses cinq saisons de formation, il signe son premier contrat pro le 5 février 2017.

### Carrière professionnelle
Il débute avec l’équipe nationale de Côte d’Ivoire en jouant au poste de défenseur central contre le Lesotho le 9 Septembre 2023 au Stade Laurent Pokou de San Pedro (Côte d’Ivoire). Il fait aussi partie des joueurs que le peuple ivoirien a beaucoup réclamé dans l’équipe compte tenu de ses performances en club.[réf. nécessaire]

#### Eintracht Francfort (2018-2023)
Le 5 juillet 2018, Ndicka signe un contrat de cinq ans en faveur de l'Eintracht Francfort pour la somme de 6 millions d'euros.
Le 30 septembre 2018, il inscrit son premier but en Bundesliga grâce à une frappe du pied droit de l'extérieur de la surface de réparation lors d'une victoire 4 à 1 contre Hanovre 96.

#### AS Rome (depuis 2023)
Le 21 juin 2023, Evan Ndicka signe libre de tout contrat à l'AS Rome, le contrat dure jusqu'en juin 2028.

### Carrière internationale

#### Avec les équipes de France jeunes
Né en France en 1999, Evan fait ses débuts avec l’équipe nationale de France U16 dès 2015. En sélection nationale, il a joué avec la France dans toutes les sélections jeunes, jusqu'à l'âge de 20 ans. En 2022, il déclare au sujet des A : « L'équipe de France n'est pas une obsession, c'est un objectif, et il est dans un coin de ma tête ».

#### Avec la Côte d'Ivoire
Evan Ndicka commence sa carrière internationale avec l’équipe de Côte d’Ivoire  le 9 septembre 2023, par le match contre le Lesotho, au Stade Laurent Pokou de San Pedro. Le 28 décembre 2023, il est retenu dans la liste des vingt-sept joueurs ivoiriens sélectionnés par Jean-Louis Gasset pour disputer la Coupe d'Afrique des nations 2023. Le 11 février 2024, il remporte la Coupe d’Afrique des nations 2023 avec les Éléphants de Côte d’Ivoire avec le Coach Emerse Faé.

## Statistiques détaillées
| Saison                | Club                  | Championnat           | Championnat | Championnat | Championnat | Coupe nationale | Coupe nationale | Coupe nationale | Coupe de la Ligue | Coupe de la Ligue | Coupe de la Ligue | Compétition(s) continentale(s) | Compétition(s) continentale(s) | Compétition(s) continentale(s) | Compétition(s) continentale(s) | Supercoupe UEFA | Supercoupe UEFA | Supercoupe UEFA | Côte d'Ivoire | Côte d'Ivoire | Côte d'Ivoire | Total | Total | Total |
| Saison                | Club                  | Division              | M.          | B.          | P.d.        | M.              | B.              | P.d.            | M.                | B.                | P.d.              | Comp.                          | M.                             | B.                             | P.d.                           | M.              | B.              | P.d.            | M.            | B.            | P.d.          | M.    | B.    | P.d.  |
| 2016-2017             | AJ Auxerre            | Ligue 2               | 2           | 0           | 0           | -               | -               | -               | -                 | -                 | -                 | -                              | -                              | -                              | -                              | -               | -               | -               | -             | -             | -             | 2     | 0     | 0     |
| 2017-2018             | AJ Auxerre            | Ligue 2               | 12          | 0           | 0           | 1               | 0               | 0               | 1                 | 0                 | 0                 | -                              | -                              | -                              | -                              | -               | -               | -               | -             | -             | -             | 14    | 0     | 0     |
| Sous-total            | Sous-total            | Sous-total            | 14          | 0           | 0           | 1               | 0               | 0               | 1                 | 0                 | 0                 | -                              | -                              | -                              | -                              | -               | -               | -               | -             | -             | -             | 16    | 0     | 0     |
| 2018-2019             | Eintracht Francfort   | Bundesliga            | 27          | 1           | 1           | -               | -               | -               | -                 | -                 | -                 | C3                             | 9                              | 0                              | 1                              | -               | -               | -               | -             | -             | -             | 36    | 1     | 2     |
| 2019-2020             | Eintracht Francfort   | Bundesliga            | 22          | 1           | 1           | 4               | 0               | 0               | -                 | -                 | -                 | C3                             | 8                              | 1                              | 1                              | -               | -               | -               | -             | -             | -             | 34    | 2     | 2     |
| 2020-2021             | Eintracht Francfort   | Bundesliga            | 23          | 3           | 1           | 2               | 0               | 0               | -                 | -                 | -                 | -                              | -                              | -                              | -                              | -               | -               | -               | -             | -             | -             | 25    | 3     | 1     |
| 2021-2022             | Eintracht Francfort   | Bundesliga            | 32          | 4           | 3           | 1               | 0               | 0               | -                 | -                 | -                 | C3                             | 11                             | 0                              | 0                              | -               | -               | -               | -             | -             | -             | 44    | 4     | 3     |
| 2022-2023             | Eintracht Francfort   | Bundesliga            | 30          | 1           | 0           | 5               | 1               | 0               | -                 | -                 | -                 | C1                             | 8                              | 0                              | 1                              | 1               | 0               | 0               | -             | -             | -             | 44    | 2     | 1     |
| Sous-total            | Sous-total            | Sous-total            | 134         | 10          | 6           | 12              | 1               | 0               | -                 | -                 | -                 | -                              | 36                             | 1                              | 3                              | 1               | 0               | 0               | -             | -             | -             | 183   | 12    | 9     |
| 2023-2024             | AS Rome               | Serie A               | 25          | 0           | 3           | -               | -               | -               | -                 | -                 | -                 | C3                             | 9                              | 0                              | 1                              | -               | -               | -               | 15            | 0             | 0             | 49    | 0     | 4     |
| 2024-2025             | AS Rome               | Serie A               | 38          | 0           | 1           | 2               | 0               | 0               | -                 | -                 | -                 | C3                             | 11                             | 1                              | 1                              | -               | -               | -               | 5             | 0             | 1             | 56    | 1     | 3     |
| Sous-total            | Sous-total            | Sous-total            | 63          | 0           | 4           | 2               | 0               | 0               | -                 | -                 | -                 | -                              | 20                             | 1                              | 2                              | -               | -               | -               | 20            | 0             | 1             | 105   | 1     | 7     |
| Total sur la carrière | Total sur la carrière | Total sur la carrière | 211         | 10          | 10          | 15              | 1               | 0               | 1                 | 0                 | 0                 | -                              | 56                             | 2                              | 5                              | 1               | 0               | 0               | 20            | 0             | 1             | 304   | 13    | 16    |

## Palmarès

### En club
- Eintracht Francfort (1)
  - Ligue Europa :
    - Vainqueur : 2022

### En sélection nationale
- Côte d'Ivoire (1)
  - Coupe d'Afrique des nations
    - Vainqueur : 2024